# Świstowe Stawki

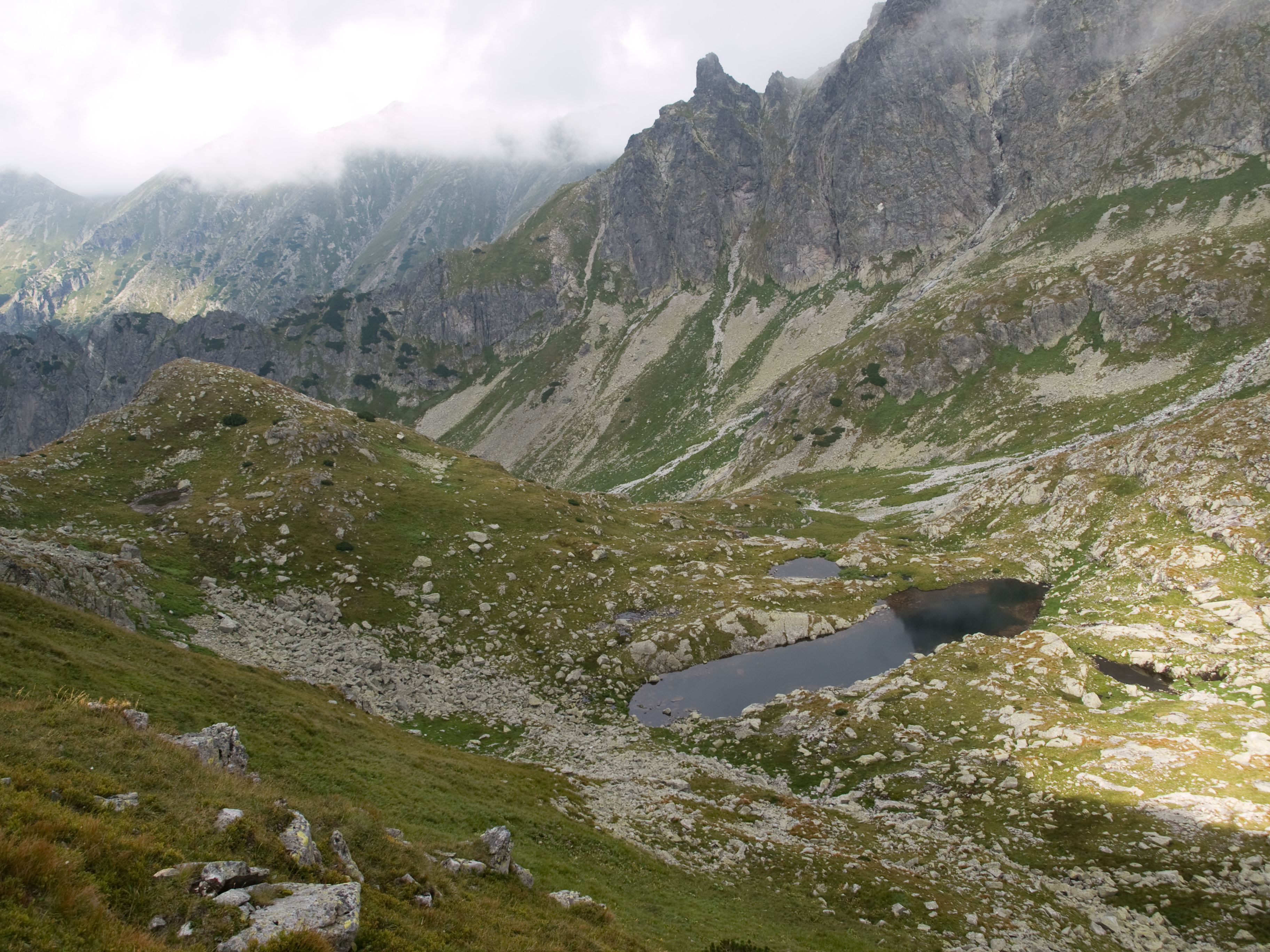
Świstowe Stawki, w tle Świstowy Róg

Świstowe Stawki (słow. Hrubé plesá lub Svišťové plieska) – grupa czterech małych stawków w Dolinie Świstowej (Svišťová dolina) w słowackich Tatrach Wysokich. Leżą na jej górnym piętrze, zwanym Wyżnią Świstową Równią (Vyšná Svišťová roveň), u stóp Hrubej Turni (Hrubá veža, 2086 m).
Tafla największego ze stawków znajduje się na wysokości 1930 m n.p.m. Po obu jego stronach, w odległości ok. 20 metrów na północ (poniżej) i południe (powyżej), znajdują się dwa znacznie mniejsze jeziorka. Czwarty ze Świstowych Stawków znajduje się natomiast w odległości ok. 90 m na północny zachód od największego stawku, blisko wierzchołka Świstowej Kopki (Svišťová kôpka, 1976 m) i nieco wyżej od pozostałych jeziorek. Przez trzy dolne stawki przepływa potoczek będący dopływem Świstowego Potoku (Svišťový potok). Świstowe Stawki nie zostały dokładnie pomierzone, więc ich wymiary nie są podawane w przewodnikach.
Nad Świstowe Stawki nie prowadzą żadne szlaki turystyczne. Są one natomiast widoczne z daleka z udostępnionego żółto znakowaną ścieżką wierzchołka Małej Wysokiej (Východná Vysoká, 2429 m).